# 哇！陳怡君
《哇！陳怡君》（英語：Youth Power）（原劇名《我的女子時代》、《女子時代》、《我叫陳怡君》），2015年TVBS歡樂台第六部原創概念劇，為台視周五優質戲劇。由陳怡蓉、姚元浩、鄒承恩、李千娜領銜主演。2015年1月8日開拍，7月21日全劇殺青（因為7月7日開始到倫敦補拍英國部分劇情，和在殺青酒後兩天，跟陳怡蓉補拍一些鏡頭）。全劇以4K電影規格拍攝。台視主頻於5月1日起每週五晚上10點首播，9月18日播出最終回，而TVBS在翌日重播，全劇共21集，為TVBS原創概念劇最多集數者。但台視、TVBS會播出不同版本的結局，前作《新世界》。
TVBS歡樂台於2015年5月2日起每週六晚上10點播出，9月19日播出最終回。前作《俏摩女搶頭婚》。本劇獲得中華民國文化部103年補助高畫質電視節目旗艦型連續劇類新臺幣4,000萬元。在官方網頁也有《全台怡君的故事》的紀錄片，描述臺灣各地，其中三位名字裡有「怡君」二字民眾的故事。而戲後也播出《怡君哇哇叫》，是拍漏網鏡頭。
本劇結局為雙版本（台視：溫馨版、TVBS：浪漫版）。

## 劇情大綱
每個年輕人心中都曾有過夢想：我以後想要成為_______的人。但無論如何，都不想成為被討厭的大人！
陳怡君，這個再平凡不過的菜市場名字，也曾經有過美麗的幻想：想要當個與眾不同Rocker！但因一場家庭意外，把她重新帶回了老家：長治縣，為了解救家人的困境，她義無反顧地選擇進入到她從來未知的世界。在這一夜之間，她開始學習如何當個「大人」！
這條未知的命運，讓天真直爽的陳怡君跟身家背景迥異的黃兆元，以及青梅竹馬的江也晴緊緊地綁在一起。熱血正義的黃兆元與冷靜聰明的江也晴，恰巧一武一文，成為她人生當中最好的朋友，也是事業上最好的軍師。
這三個年輕人一起接受社會的挑戰與試煉，在一片不看好的聲浪中，成功的打贏了屬於年輕人的勝戰！

## 播出時間
以下時間以當地時間（台灣時間）為準

### 首播
| 頻道                   | 所在地   | 播映日期                    | 播出時間                 |
| ---------------------- | -------- | --------------------------- | ------------------------ |
| 台視主頻               | 臺灣     | 2015年5月1日 （至7月17日）  | 每週五 22:10-23:40       |
| 台視主頻               | 臺灣     | 2015年7月24日 （至9月11日） | 每週五 22:15-23:45       |
| 台視主頻               | 臺灣     | 2015年9月18日               | 每週五 22:00-23:30       |
| TVBS歡樂台             | 臺灣     | 2015年5月2日                | 每週六 22:00-23:30       |
| 龍華偶像台             | 臺灣     | 2015年9月6日                | 每週日 19:00-20:30       |
| Astro双星 Astro双星HD  | 马来西亚 | 2015年9月10日 （至9月24日） | 每週日至週四 16:00-17:00 |
| Astro双星 Astro双星HD  | 马来西亚 | 2015年9月25日               | 每週一至週五 16:00-17:00 |
| Astro AEC Astro AEC HD | 马来西亚 | 2016年3月9日                | 星期一至五16:00-17:00    |

### 重播
| 頻道                  | 所在地   | 播映日期                    | 播出時間                 |
| --------------------- | -------- | --------------------------- | ------------------------ |
| 台視主頻              | 臺灣     | 2015年5月3日                | 每週日 23:45-01:15       |
| 台視主頻              | 臺灣     | 2015年5月8日 （至7月17日）  | 每週五 15:10-16:40       |
| 台視主頻              | 臺灣     | 2015年7月24日 （至9月11日） | 每週五 15:15-16:45       |
| 台視主頻              | 臺灣     | 2015年9月18日               | 每週五 15:05-16:40       |
| 台視主頻              | 臺灣     | 2015年5月9日                | 每週六 12:30-14:05       |
| TVBS歡樂台            | 臺灣     | 2015年5月3日                | 每週日 13:00-14:30       |
| TVBS歡樂台            | 臺灣     | 2015年5月3日                | 每週日 23:00-24:30       |
| 龍華偶像台            | 臺灣     | 2015年9月12日               | 每週六 05:00-06:30       |
| 龍華偶像台            | 臺灣     | 2015年9月12日               | 每週六 13:00-14:30       |
| Astro双星 Astro双星HD | 马来西亚 | 2015年9月10日               | 每週日至週四 20:00-21:00 |
| Astro双星 Astro双星HD | 马来西亚 | 2015年9月11日               | 每週一至週五 02:00-03:00 |
| Astro双星 Astro双星HD | 马来西亚 | 2015年9月13日               | 每週日至週四 12:00-13:00 |

## 演員列表

### 主要演員
| 演員   | 角色               | 介紹 | 登場集數    |
| 陳怡蓉 | 陳怡君 （Mary）    | 長治縣人，出生政治世家，父母親重男輕女。首都大學畢業生，Dead Rose 店長。想引起父母親注意的她，想讓世界聽見她的聲音。一開始只是單純為朋友發聲，所以舉辦一場演唱會。畢業典禮上宣傳演唱會同時，她看見在「鬧場」的黃兆元，她忽然明白：「英雄應該要是這樣子的！」。現為黃兆元的女朋友。在第13集透露江也晴一直都不知道她的英文名字。在第16集透露怡君和本人都怕蚯蚓，第20集透露本人對牛奶過敏。第17集投靠連百合和大眾黨，與黃兆元和爸爸對立。參選議員並當選，但後來發現爸爸真的是沙冰娜、劉光明等人所指的“5%議長”後，在任期還有一年半時退任，也跟黃兆元退婚，因為連百合的遊說，改選縣長職位，直接跟爸爸下戰帖，但其實也跟連百合令她發現縣長享有工業區擴建的控制權有關，但在第18集，被爸爸逐出家門。在第20集辯論會成功說明自己的論點，但因為受不了壓力，在辯論會結束後抱著爸爸哭，不忍心跟他對決，之後被潑漆。在第21集，陳怡君和江也晴為了保護阿勇伯的孫子而受傷，陳怡君原本脫險，但被吊桿插穿腹部而昏迷一年多，選縣長失敗，但跟江也晴結婚，後來透露：她是奉子成婚。當天，因為同志婚姻已被合法化，陳其龍和Leslie也正式結婚。 | 全劇        |
| 姚元浩 | 江也晴 （Sunny）   | 長治縣人，倫敦政經大學研究生，是該大學的風雲人物，政治研究所畢業，大學籃球隊隊長，游泳校隊，邏輯性和記憶力強，雖然很會彈小提琴，但不會彈吉他。母親的強勢教育想把他塑造成政治金童。但也晴卻想要飛入尋常百姓家：也晴對於人生還沒有遠大的夢想，只想要擺脫政治家庭的牢籠，卻意外被派到長治縣為陳家輔選，最後在幕後幫助陳怡君。喜歡陳怡君，第15集回台灣寫博士畢業論文，第16集因為發現黃兆元背叛陳怡君而跟他決裂。第17集成為陳怡君（縣長）和連百合（黨主席）的助選人，在第19集在舊競選總部找回陳怡君，而跟她表白，但陳怡君到了第21集才正式告白，成為伴侶。江也晴及後也把論文完成。劇中的江也晴不會台語，但實際上卻是飾演此角色的姚元浩本人的母語。 | 全劇        |
| 鄒承恩 | 黃兆元 （George）  | 長治縣人，首都大學社會研究所畢業生，大學籃球隊副隊長和射手，母親是前吉冠紡織工廠工人，拉拔黃兆元與幼小的弟妹們長大，他努力打工念書，希望讓自己力量更強大，好去面對社會上的不公不義。他喜歡跟他一樣沒背景卻努力的沙冰娜，兩人大學時代就同居。但沙冰娜到電視台工作後，兩人生活出現差距。黃兆元發現，純真算什麼？沒有錢和權，什麼都是屁！再幫怡君助選過程中，漸漸為怡君所吸引，後彼此相愛。曾為陳怡君的未婚夫，但在第12集起，兩人理念出現分歧，與陳怡君和江也晴對立，參選議員。在第18集被退婚。在第21集高票落選議員職位，但成為陳敬昇的新聞局局長，也逼使地方電台釋出公益頻道大有做為。 | 全劇        |
| 李千娜 | 沙冰娜 （Sabrina） | 出生在平凡家庭，父親是退伍軍人，已故，非常看不起媽媽。首都大學新聞系畢業生。她努力的想擺脫平凡。進入電視台後，為了想要往上爬，發現在學校新聞系中的崇高理想都沒有用，自己被分配做打雜工作，根本出不了頭。想要當主播而出卖身体跟杜声上床，還需要成就許多中間的事情。在第1集接待連百合在首都大學化解學貸抗爭，在第17集（三年後），以主播身份訪問連百合，視連百合為偶像。第21集打破與沙媽的壞關係與新任總監相戀。 | 1-12、15-21 |

### 其他演員
| 演員          | 角色                | 介紹 | 登場集數                    |
| 陸弈靜        | 林麗子              | 陳怡君的母親。生日其實在冬天，但在第17、18集，陳敬昇為了跟大眾黨約會，收買楊先進，希望能勸陳怡君退選，所以以此借口，在夏末慶祝。 | 1-8、10-11、15-21           |
| 蔡振南        | 陳敬昇              | 陳怡君的父親，民國42年（1953年）8月25日出生，縱橫黑白兩道的政治人物，前無黨籍長治縣議長。在怡君11歲時是長治縣農民代表，也率領農民與政府進行抗爭。在第2集因為心臟病發昏倒 （第18集被連百合和江也晴拆穿他當時根本是在裝病，沒有進入手術室，但在怡君的逼問下真的心臟病發。），無法參與議員競選，更不能蟬聯第四屆，想競選長治縣縣長。本人也是嘉義人，也很會打高爾夫球。在第14集透露他也是山海集團工業區官股董事。在第16集跟黃兆元逼婚，後來成為他的聯合競選人，而他正式成為縣長候選人。在第21集成功當選縣長。                                             | 1-11、14-21                 |
| 柯淑勤        | 連百合              | 江也晴的母親，政治人物，大眾黨(在野黨)主席、全國不分區立法委員。2000年帶領長治縣農民抗爭時，任職首都大學政治系助教。在第1集幫學生化解學費和貸款抗爭。在第17集保釋江也晴、黃兆元和陳怡君，但其實一向不喜歡抗爭，也沒有讓黃兆元跟他們上山，因為她已看穿黃兆元和陳敬昇應該無意跟大眾黨再度合作，加上陳怡君和爸爸的政治立場早已出現分歧，所以成功招攬陳怡君加入大眾黨。有意角逐總統選舉。在第21集，雖然陳怡君受傷，也在縣長選舉被爸爸擊敗，但她依然幫大眾黨增加選票，對連百合的總統選舉非常有利。在第21集，陳敬昇對她透露陳怡君奉子成婚，連百合成為外婆。 | 1-3、5-8、10、15-21         |
| 大文 (郭文頤) | 拍拍                | Dead Rose 店員和“搖滾你的芭樂”鼓手，幫怡君助選，一路看著怡君從搖滾女孩到議員，只有拍拍，無條件地相信並支持著怡君。在怡君選後，班傑明幫她的老家變成甜點餐廳。在第15集跟班傑明表白。 | 1-2、4-9、11、13、15、20-21 |
| 吳仲強        | 班傑明 （Benjamin） | 怡君的死黨，Dead Rose 副店長和“搖滾你的芭樂”低音吉他手。首都大學運動休閒系畢業生。在怡君選後，決定投入網路經營事業，販售健身器材。入股生技公司，投資健身的運動中心。在第15集正式擁有實體旗艦店。 | 1-2、4-11、13、15、20-21    |
| 朱陸豪        | 江邊                | 江也晴的父親。任太太擺佈的音樂教授。在第10集透露自己也暗戀過連百合，但因為她一直知情，所以主動追求他。 | 3、8、10、15                |

### 客串演員
| 演員   | 角色            | 介紹 | 登場集數                 |
| 邱竩恬 | 11歲時的陳怡君  | 跟哥哥做功課時，剛好電視上播放爸爸主導農民抗爭，也是片中描述她第一次親身經歷的抗爭行動，也目睹父親被抓。1994年反核抗爭發生時，她才5歲，1988年勞工大遊行發生時，她還沒過1歲生日。 | 1、15、18（回憶裡）      |
|        | 國中時的陳其龍  | 跟妹妹做功課時，剛好電視上播放爸爸主導WTO農民抗爭。 | 1、15（回憶裡）          |
|        | 國中時的江也晴  | 科學頭腦很好，暗嗆陳怡君笨，也為支持媽媽和農民抗爭，以小提琴演奏《茉莉花》。長大以後，也成為他的代表曲。 | 1、15、17（回憶裡）      |
|        | 國中時的黃兆元  | 家境貧困，原本要幫家交電費，反而為妹妹交繪畫班費，但為了逗妹妹開心，把聖誕燈插在後備電源。 | 1                        |
|        | 國小時的黃芊元  | 喜歡繪畫 | 1                        |
|        | 謝次長          | 教育部次長，為學生高學費問題而辯護，但被江也晴的軟件成為物據。 | 1                        |
|        | 首都大學校長    | 連百合的學長，反對黃兆元在畢業典禮發起學生抗議。 | 1                        |
|        | 奧客            | Dead Rose 奧客，因為嫌拍拍胖而欺負她，反而被怡君把酒淋頭 | 1                        |
|        | 教練            | “美麗人生”防身術課程教練，由本劇的武術指導客串演出 | 1                        |
| 陳柏融 | 夏志傑          | “美麗人生”防身術課程助教，騙了拍拍十萬，但陳怡君觀課時，他臨時有事而缺席，由黃兆元替補，卻被陳怡君誤認而被踢。在第2集,夏志傑跟學妹搭訕。 | 1-2                      |
| 夏靖庭 | 杜聲            | iTV總監和沙冰娜實習記者考驗的評審。為人好色和花心，跟 Amy和沙冰娜都有好感。在第16集被鄭子翔收到沙冰娜指控杜聲收賄的證據而被貶職。 | 1、3-4、6-12、15-17      |
| 馬惠珍 | 黃母            | 黃兆元的母親，在子女小時候時，是吉冠工廠員工，工廠倒閉後，現時是打掃雜工，腰骨和膝蓋不好。在第4集被兆元說服，否決資方發還的三成總賠償金。在第9集，陳怡君與吉冠工廠員工再次抗爭，守夜時跟黃母承認她跟黃兆元在交往。王伯稱她為“阿英”。在第18集，早已看穿陳敬昇未必是清廉政客，但畢竟也是吉冠工人和黃家的大恩人，所以依然覺得陳怡君的做法不對，讓她和吉冠的老同事成為陳陳敬昇和黃兆元的擁躉。 | 1-6、9-11、16、18-21     |
|        | 老婆婆          | 長治縣農民，原本想跟萬通和陳敬昇商量事情，卻因為他們無暇接洽，而碰見不會台語的江也晴，但因為也晴後來熟讀所有關於長治縣的施政報告，當婆婆晚間回來跟萬通商量時，成功猜對她農田的缺水問題。 | 2                        |
|        | 房東            | Dead Rose 房東，因為“搖滾你的芭樂”不能付房租，由陳其龍代付。在第4集，因為“搖滾你的芭樂”再次毀約，拍拍和班傑明被趕走。 | 2                        |
|        | 賴齊一          | 吉冠工廠警衛。當黃兆元和陳怡君想丟雞蛋時，單手接住，性格憨直。因為小時候賣雞蛋，也說他們在糟蹋雞蛋，害他們把沒有扔出去的雞蛋還給他。 | 2                        |
|        | 黃佰元          | 黃兆元和黃芊元的么弟、高中生。 | 2、4、10、18             |
|        | 黃芊元          | 黃兆元的妹妹，高中生。 | 2、4、10、18             |
| 戴祖雄 | 陳其龍          | 怡君的同志哥哥，兄妹倆感情很好，怡君有困難時，哥哥會為她挺身，但也因為被萬通發現他是同志，而不能代父參選。在第10集，發現「政治獻金」也有匯到他的戶口。從非洲工作完畢後，跟伴侶Leslie 在山區當農民和繼續從醫。在第14集，因為農田和蚵田被污染而跟爸爸質詢，但因為理念不合，而被爸爸趕出家門，然後選擇搬離長治縣。在第15集，江也晴參觀他的農村時，發現他的農產品都有貼歐洲流行的生產履歷。在第21集跟Leslie結婚，而陳怡君也跟江也晴結婚，但因為媽媽還沒原諒江也晴，所以陳敬昇代她為兒女祝賀。 | 2、6-7、10-11、13-15、21 |
| 陳慕義 | 萬通            | 陳敬昇的參選前總幹事，後成為陳怡君的選戰組織軍師，因為江也晴不會台語，也是他的翻譯。在第6集，陳怡君到熙明街——長治縣的風化區——拜票後，透露那條街是縣長的重要票源。在第17集成為黃兆元和陳敬昇的選戰組織軍師，在第20集成為幕後黑手。 | 2-6、9-10、17-21         |
|        | 周容戎          | TVBS記者，當時報導陳敬昇（假裝）心臟病發事故。 | 2、18 （回憶裡）         |
|        | 高啟發          | 立法委員，黃兆元的前老闆。已婚，為人好色，工作態度庸懶怠慢，看上沙冰娜。因為不肯處理吉冠工廠倒閉一事，令黃兆元憤然離職。 | 2-3                      |
| 龍天翔 | 林仙財 （仙仔） | 陳敬昇的參選前副幹事，也是萬通的老朋友，但陳敬昇退選後，因為陳家的負面新聞，與他決裂。第4、5集跟陳敬昇邀功，讓他非常生氣。是收購吉冠工廠的策劃人。萬通稱他為“林董”。在第9集從杜拜回國，把被有機米包裝的美金送給黃兆元當作見面禮，外加把員工的退休金增至七成，但後來被江也晴看穿那其實是讓利妥協，希望資方結束抗爭。最後陳敬昇和黃兆元成功替林董說服吉冠工廠老員工接受妥協方案。在第20集發現：他的孫子是阿寶，是首都大學生，因為被他的同學透露有反對工業區的藝術。這也間接透露：當時陳其龍跟 Leslie 的偷拍照片由他偷拍。 | 4-5、9、17、20           |
| 檢場   | 劉光明          | 執政黨議員，長治縣議員挑戰者，第二次參選，曾是陳其龍和陳怡君的國中數學老師。在第6集，因為陳怡君被劉光明的支持者拍到她在紅燈區拜票，加上在拍拍的社交網頁上，有陳怡君跟男性朋友開派對的照片，讓劉光明乘勢抹黑她。因為縣長是執政黨員，也跟縣長票源重疊。 | 5-7、10、13              |
| 王自強 | 阿勇伯          | 劉光明的前忠實樁腳之一, 高麗菜農民，在政見發表會一直搞破壞，但因為陳怡君誤解江也晴“注意時間”的示意，曝露自己的手機號碼，讓他有機可乘，去跟劉光明串通陷害陳怡君，讓她的狀況非常尷尬。因為陳怡君決定原價收買和變賣他的成品，加上劉光明的政治抹黑和想以賄金收買選票，令他的投票意向動搖，投靠陳家。陳怡君當選後，才表明搖頭丸可能是被劉光明策劃賊贓，但她決定不起訴。在第14集，透露他的高麗菜田被污染，他表哥的蚵田附近是濱海工業區，可能是污染源頭。在第15集，把高麗菜田搬移到陳其龍的胡蘿蔔田附近。 | 5-12、14-17、19-21       |
| 劉曉憶 | 阿珠            | 在風化區熙明街“熙明樓”工作，性工作者。陳怡君罵在街上性騷擾她的老顧客，但因為沒有投票權，反而嗆陳怡君跟其他政客一樣，都是雙面人，但她們被偷拍，加上陳怡君硬要到熙明樓拜票，令陳怡君惹上另一風波。後來萬通叔也對陳怡君解釋：很多在紅燈區工作的性工作者不是在地人，所以沒有地區投票權。在第7集中透露，她和很多姐妹們，其實是在吉冠工廠倒閉後，為了生活，才迫不得已去當性工作者。在第12集中更透露她已育有兩個為國中生的孩子，丈夫因意外過世之後，因為亡夫的母親將他們接走，已多年沒有見面。在第13集被轉業輔導介紹到冬峰鄉山上為工人煮飯，但因為她不會駕駛機車，而無法每日來返五十公里的路程，進而拒絕接受工作。在第19集跟菜商結婚，也被跳樓國小健康教育第一。       | 6-7、10-12、19-21        |
|        | 菜商            | 熙明樓老顧客，在第6集摸阿珠姐的屁股，被陳怡君抓包，但在第19集已成為她的丈夫。 | 6、19                    |
| 袁詠琳 | 蘇菲 （Sophie） | 在美國出生的台灣人，英國留學研究生。從小到大都是資優生，喜歡政治金童江也晴，甚至有強勢追求、主動強吻。在第11集中弄午餐給江也晴，而他當時喉嚨不舒服。在第13集因為跟同學到沙巴參加研討會，讓江也晴回到沙巴。曾經跟江也晴一樣是游泳校隊。第15集跟江也晴讀完博士學位，但江也晴決定從英國回台灣，而她成為英國經濟部合作專案主持。第17集回台灣，透露她也拒絕教授的邀請，後來以實習生名義成為陳怡君的辦公室助理，也幫她成功推翻工業區擴建計劃。在第18集，覺得江也晴捨棄英國優渥條件，到山區當菜農很可惜，於是趁怡君往也晴的背後走，幫他撮合他和怡君，在第19集慶祝他們成為伴侶，和也晴完成博士論文。 第12集後的幕後花絮透露其實姚元浩本人拍戲時真的患病，而臨時改劇本。 | 11、13-15、17-19         |
|        | 律師            | 代表吉冠紡織工廠的律師，但因為賠償條件不合理，由黃兆元發起正式抗爭。 | 3                        |
| 柯慈輝 | 毛哥            | 沙冰娜的前攝影師。曾現場拍攝吉冠工廠抗爭、陳怡君風化區拜票藏毒風波和造勢演唱晚會。在第7集，因為跟沙冰娜重新剪接影片時，發現他拍到阿峰栽贓搖頭丸的畫面，在晚會過後還陳怡君團隊一個清白。在第11集，被沙冰娜支開，打斷總監和Amy的纏綿，然後跟沙冰娜講杜聲的不是，他是杜聲的學長，甚至跟她透露他有跟廣告商收賄。在幾天後被解僱。此角色由本劇製作人客串演出。 | 3、5-7、11、18           |
|        | 阿滿            | 前吉冠紡織工廠員工，在吉冠工廠工作十八年，倒閉前一年才拿到優秀員工獎，到年底倒閉。 | 3、9、18-21              |
|        | 王伯            | 前吉冠紡織工廠品質管理部經理，原本支持資方，因得知整個部門的加班費、遣散費和退休金全部被私吞，而改變想法。 | 3、9-10、18-21           |
|        | 趙伯            | 前吉冠紡織工廠部門經理。在第9集帶領新一輪守夜抗爭 | 9-10、18-21              |
|        | 張小姐          | 四十多歲，前吉冠紡織工廠會計部，從十八歲到工廠工作。 | 3、9-10、18-21           |
|        | 小何            | 前吉冠紡織工廠品質管理部員工，王伯屬下。 | 3、9-10、18-21           |
|        | 林世紀          | 安美市場主委，跟劉光明一起當眾奚落陳怡君 | 5                        |
| 張晉豪 | 黑龍            | 黑道老大，到熙明樓收租為名，其實是想收保護費，怕紅燈區被掃黃後沒有收入。因為阿珠不能繳付十萬而被他和手下欺負。率領眾小弟到陳怡君造勢場合鬧事 | 6                        |
|        | 阿峰            | 被劉光明的助理托他檢查陳怡君的競選車，其實是在監守自盜，在選舉前兩天，栽贓違禁藥品搖頭丸，讓陳怡君、拍拍和班傑明成功被拘捕。 | 6                        |
|        | 助理            | 跟連百合詢問改變配票策略事宜，但連百合被陳怡君的造勢演唱晚會和剪髮澄清吸毒風波所感動，決定放棄配票。 | 7                        |
|        | 馬航票務人員    | 介紹馬來西亞的景點和沙巴，也送江也晴一個長鼻猴公仔。 | 7                        |
|        | 酒吧店員        | 班傑明原本想讓黃兆元跟她搭訕，以便支開他，讓江也晴跟陳怡君告白，但黃兆元槓上他的老闆（也是他的男朋友）。 | 7                        |
|        | 酒吧老闆        | 女店員的男朋友，因為誤以為黃兆元跟他的女朋友搭訕，把黃兆元擊倒，也因為陳怡君的挑釁，令拍拍誤以為被追殺。 | 7                        |
|        | 陳金紋          | 長治縣縣議會議長，執政黨（自由黨）黨籍 | 8、11、17                |
|        | 勞工局局長      | 以勞工條例刁難陳怡君，令她無法質詢關於吉冠工廠事宜。 | 8                        |
|        | 吳總幹事        | 漁業會總幹事 |                          |
| 曲獻平 | Leslie          | 陳其龍的同志伴侶。從非洲回國後接手爸爸的農田。雖然長治縣沒有同志合法婚姻條例，但想陳怡君稱他為“姐夫”。因為陳怡君支持他們的安全農業農產品，甚至買100箱胡蘿蔔汁，當端午節的伴手禮。在第14集，發覺環保局的土質檢驗報告有可疑，想陳其龍跟陳敬昇質詢。後來因為陳其龍被趕出家門，把農田和祖屋交給陳怡君保管，在第15集，陳怡君把祖屋讓給江也晴工作，讓他寫完博士畢業論文和成為祖屋的管家。 | 11、14-15、21            |
|        | 阿蓮            | 沙冰娜的媽媽，單親母親，檳榔店老闆，丈夫已故，但因為常常跟不同男人交往，讓沙冰娜看不下去。在第21集，樓日新替沙冰娜送錢給她，阿蓮回送兩包檳榔。 | 11、21                   |
|        | Eddie           | 來自非洲的英國留學生。 | 11、15                   |
|        | 性工作者        | 在英國留學和工作的香港妓女，在Sophie 家不遠遇見江也晴，江也晴為了幫怡君了解妓女的生活，接受了她的邀請。她覺得“性”和“愛”可以完全分開，尤其是因為她只當“性”為賺錢工具，因為她的男朋友因為不想她成為妓女，賭氣之下跟另一個妓女離開她，但此時已懷孕，為了養育兩歲的孩子，所以繼續從事性交易工作。聊天後也搶走也晴的錢和手錶。 | 11-12                    |
|        | 主秘            | 縣長的主秘書，因為怡君不按流程質詢，打電話跟黃兆元抱怨和問責。在第17集，因為陳怡君參加蚵農抗爭，再次與陳敬昇和黃兆元抱怨和問責，最後陳敬昇決定讓警方把女兒抓到看守所。 | 12、17                   |
|        | 阿廖            | 代替毛哥的攝影師 | 12                       |
|        | 老李            | 極力反公娼，但被曝有在熙明樓消費，老羞成怒下撒冥錢和雞蛋 | 12                       |
|        | 吳董            | 仲方建設的董事長，被縣長指派到高爾夫球場約陳敬昇洽談都市更新和熙明樓拆卸事宜。在第13集，跟陳敬昇和黃兆元道謝，但也把黃兆元灌醉。 | 12-13                    |
| 王家丹 | 阿丹            | 陳怡君的助理，後來成為她的助選團，也幫助大眾黨拔樁。 | 4-8、10-13、15           |
|        | 玉山            | 陳怡君的助理 | 4-8、10-13、15           |
|        | 阿麗            | 熙明樓性工作者，在第12集被黃兆元救出，但怡君在熙明樓火災中昏倒。在第13集透露她學歷非常淺，但被派去發票，數理不好的她害公司賠錢而被辭退，但最後讓她們全部上正式的轉業輔導課程。 | 6-7、10-13、18-21        |
|        | 阿英            | 熙明樓性工作者，在第12集從火災救出。在第18集透露她改以賣檳榔為生。 | 6、7、10-13、18-21       |
|        | 暖姨            | 熙明樓性工作者，在第13集被馬督察逮捕，成為掃黃行動的替死鬼，但被陳怡君阻攔。 | 13                       |
|        | 劉經理          | 仲方建設辦公室經理，在熙明樓縱火，被吳董用高爾夫球打傷肩膀。 | 12                       |
|        | 內衣店老闆      | 飾演本人，發現有顧客試穿胸罩時胸部有硬塊，沙冰娜聽見談話後訪問她的屬下，成為新聞話題。 | 12                       |
|        | 馬督察          | 為了交差，每個月要逮捕還在熙明街工作的性工作者，原本與阿珠有談判，但行動第一天差點被陳怡君搞砸。 | 12                       |
|        | Miller教授      | 倫敦政經大學政治系教授，本人是芬蘭人。在第15集，推薦江也晴和Sophie成為英國經濟部合作專案的主持和副手，為期兩年，但也晴最後拒絕，讓他非常生氣。 | 13、15                   |
|        | Laurent教授     | 政經權威，欣賞江也晴和Sophie的報告。原本想約他們吃晚餐，但被江也晴改期。 | 13                       |
|        | 清水            | 阿勇伯的表哥，蚵農。在幕後花絮透露本人不諳水性。 | 14-21                    |
|        | 阿義            | 蚵農，發起新一輪農業抗爭。但因為陳怡君照稿質詢環保局局長而對她失望。 | 14-21                    |
|        | 林克章          | 環保局二課課長，被黃兆元串通來蒙蔽陳怡君。 | 14                       |
| 王鴻道 | 李幹事          | 阿惠的丈夫，村里幹事，與黃兆元和林克章課長串謀欺騙陳怡君。 | 14                       |
| 陳繪文 | 阿惠            | 蚵田餐廳老闆娘，李幹事的妻子。 | 14                       |
| 陳文彬 | 阿彬            | 蚵農，阿勇伯和清水的侄子，父親中風後回鄉打理蚵田，長治海岸線守護隊發起員，因為不滿意李幹事和阿惠矇騙蚵田污染問題而砸雞蛋，而他家的蚵田正在廢水出海口。在第17集，衝上怪手上，以躲避警方拘捕，也令陳怡君和江也晴決定不跟警方硬碰，改為靜躺抗議，挑釁怪手和車輛在示威者身上輾過，但最後示威者全數被拘捕。在第20集，開辦環保工作坊，令藝術系的大學生想到用被污染或已死掉的蚵仔造成裝置藝術品，成為蚵仔的墳墓（台語：墓仔埔）。 | 14-21                    |
|        | 高志清 （高董） | 山海集團董事長，為了節省開支，不願聘請本土勞工，但跟陳敬昇妥協。陳怡君有意打垮跨國企業，但連百合覺得事情極為複雜，也是自由黨的最大金主和樁腳群，也是台灣首富企業。在第20集，與林仙財向萬通質疑陳敬昇參加辯論會對自己沒有好處。辯論會直播後，想借手傷害陳怡君。在第21集，因為借手傷害陳怡君，事件發生後半年，陳敬昇把他趕出長治縣。 | 15、20-21                |
| 梁正群 | 樓日新          | iTV新任總監，代替杜聲，也讓沙冰娜成為新聞主播，想她密切留意連百合和大眾黨的競選之路。在第18集，想了解私底下的沙冰娜，但被她誤以為他想搭訕。在第21集，幫沙冰娜送生活費給阿蓮，也教她用3C產品，後來成為沙冰娜的男朋友。 | 17、19、21               |
|        | 晶晶            | 沙冰娜的助理。 | 13、17、19               |
| 許志偉 | 警察            | 對抗蚵農、陳怡君和江也晴的警察之一。 | 17                       |
| 姜瑞智 | 示威者          | 反對工業區擴建示威者，由本劇副導演客串演出。 | 17                       |
|        | 總長            | 司法院檢察總長。關注陳敬昇舞弊和貪污事宜。 | 18                       |
|        | 秘書長          | 自由黨秘書長，曾經收到司法院幫自由黨草擬的控訴書，他也以這理由逼使陳敬昇假裝心臟病發退選。 | 18                       |
| 徐鈞浩 | 阿寶            | 首都大學生，家境優渥，被調侃為“媽寶、公寶”。欣賞陳怡君，後來發現：他的阿公是林仙財。 | 20                       |
| 楊傑宇 | 阿寶的同學      | 首都大學生，阿寶的同學。 | 20                       |
| 管翊君 | 阿寶的同學      | 首都大學生，阿寶的同學。 | 20                       |
|        | 主委            | 大眾黨主委，一直替大眾黨觀察長治縣情況，告訴江也晴“方龍法律顧問公司”其實是黑道討債公司。 | 8、20                    |
|        | 大頭            | 阿勇伯的孫子，代唱《玫瑰日記》，也在陳怡君發表演講後獻花，但陳怡君和江也晴為了保護他而受傷，陳怡君原本脫險，但被吊桿插穿腹部而昏迷一年多，當時剛好是總統競選後期。 | 21                       |
|        | 醫生            | 飾演本人，向連百合、陳家等人交代陳怡君的傷勢，因為失血過多，腦部缺氧而昏迷。由真正的外科醫師客串演出。 | 21                       |

### 特別演出
| 演員           | 角色       | 介紹 | 登場集數                          |
| 游小白         | 店經理     | Dead Rose 酒吧經理，在第1集不滿黃兆元送貨誤點。在第21集在機場透露他開了另一家酒吧。 | 1、21                             |
| 連靜雯         | 女主播 Amy | iTV主播和沙冰娜實習記者考驗的評審。一直不滿沙冰娜的表現。在第8集因為感冒而退下主播台，由沙冰娜代班。在第16集，繼續擔任新聞主播，在第17集被新任總監貶職。台語是連靜雯的母語。 | 1,3-8、10、15-16                  |
| 怡君           | 怡君       | 全台灣參加陳怡君的廣告拍攝之名為「怡君」（或同音的人）的臨時演員 |                                   |
| 鄭平君         | 李天寶     | 長治縣人，“醬油大王”，堅持以傳統方法釀製醬油，曾經代表長治縣參加全國傳統美食大賽特優獎。陳家樁腳，但對陳怡君當選實力存疑。在第5集透露其實自己討厭家族生意，而逃到台北，但爸爸生病後，發現自己懷念醬油味，跟陳怡君代父從政的遭遇不謀而合，而重新成為陳家樁腳。 | 4、5                              |
| 胡鈞           | 葉至平     | 長治縣縣長，執政黨黨員。在第10集發表第一會期期末感言，也在陳敬昇的壽宴，洽談宇光集團在吉冠工廠舊址變更用地目的之事宜，也從他口中透露會讓黃兆元跟陳怡君求婚，成為他的女婿，以便讓黃兆元成為下屆議長接班人，也被連百合推算陳敬昇可能會成為下屆縣長候選人。在第11集，被爆他有婚外情，被陳怡君當面批評。在第13集，到熙明樓接受沙冰娜的採訪，講述關於熙明樓的歷史。在第13集，第二會期期末感言後故意孤立陳怡君，在2016年將會完成任期，繼而退休。 | 8、10-13、15-16、18（回憶裡）、21 |
| 謝宇威         | 楊先進     | 長治縣大眾黨議員，雖然黨派不一樣，但依然是陳敬昇的擁躉，幾乎是間諜。在第18集，陳敬昇以借跟妻子慶祝生日為藉口，想挑撥他和其他議員，希望削弱大眾黨的票源、資源和人材。 | 14、17-18                         |
| 瞿友寧         | 鄭子翔     | iTV新任總經理，接受連百合的間接委託，關注長治縣蚵農北上靜坐抗議的新聞。他也收到沙冰娜指控杜聲收賄的證據，後來委託新總監和沙冰娜關注連百合和大眾黨的競選之路。 | 15-16                             |
| 曾憲忠（寶島） | 校長       | 長治國小校長。借出禮堂為陳怡君的縣長競選總部。由本劇攝影師客串演出。 | 19                                |

## 電視劇歌曲
| 曲別                     | 歌名       | 演唱者（原唱者） | 作詞           | 作曲                         |
| 片頭曲                   | 光和熱     | 伍佰             | 伍佰           | 伍佰                         |
| 片尾曲/引言音樂/演唱歌曲 | 玫瑰日記   | 伍佰、李千娜     | 伍佰、吳洛纓   | 伍佰                         |
| 插曲                     | 一切安好   | 莫文蔚           | 林夕           | 常石磊                       |
| 插曲                     | 哪怕       | 莫文蔚           | 李悼雄         | 常石磊                       |
| 插曲                     | 看看       | 莫文蔚           | 青峰           | 青峰                         |
| 插曲                     | 強心臟     | Boxing樂團       | 阿六、洛克斯   | 葛西瓦、好樂迪、阿六、洛克斯 |
| 插曲                     | 思故鄉     | Boxing樂團       | 葛西瓦、阿六   | 阿六                         |
| 插曲                     | 文樂豐年祭 | Boxing樂團       | 葛西瓦、好樂迪 | 葛西瓦                       |

## 收視率

### 台視
| 播出日期      | 集數       | 收視率 | 收視排名 | 備註               |
| ------------- | ---------- | ------ | -------- | ------------------ |
| 2015年5月1日  | 1          | 0.49   | 4        | 每週五晚上10點首播 |
| 2015年5月8日  | 2          | －     | －       |                    |
| 2015年5月15日 | 3          | －     | －       |                    |
| 2015年5月22日 | 4          | －     | －       |                    |
| 2015年5月29日 | 5          | －     | －       |                    |
| 2015年6月5日  | 6          | 0.50   | 4        |                    |
| 2015年6月12日 | 7          | －     | －       |                    |
| 2015年6月19日 | 8          | －     | －       |                    |
| 2015年6月26日 | 9          | －     | －       |                    |
| 2015年7月3日  | 10         | －     | －       |                    |
| 2015年7月10日 | 11         | －     | －       |                    |
| 2015年7月17日 | 12         | －     | －       |                    |
| 2015年7月24日 | 13         | －     | －       |                    |
| 2015年7月31日 | 14         | －     | －       |                    |
| 2015年8月7日  | 15         | －     | －       |                    |
| 2015年8月14日 | 16         | 0.82   | 4        |                    |
| 2015年8月21日 | 17         | －     | －       |                    |
| 2015年8月28日 | 18         | －     | －       |                    |
| 2015年9月4日  | 19         | －     | －       |                    |
| 2015年9月11日 | 20         | 0.92   | 4        |                    |
| 2015年9月18日 | 21         | －     | －       | 最終回             |
| 平均收視率    | 平均收視率 | 0.68   |          |                    |

- 同時段偶像劇：
  - 民視：《廉政英雄》
  - 三立臺灣台：《珍珠人生》/《思慕的人》、三立都會台：《莫非，這就是愛情》/《軍官·情人大頭兵特輯》/《料理高校生》
  - 中視：《鑑識英雄》/《愛在異鄉》
  - 華視：《落日》
- 由AGB尼爾森調查，調查範圍是四歲以上收看電視之觀眾。

## 取景
| 拍攝地點 | 取景                         |
| 新北市   | 新店區碧潭太平宮             |
| 新北市   | 馬來西亞航空總店             |
| 臺北市   | 司法大廈                     |
| 桃園縣   | 溪海稻田                     |
| 彰化縣   | 彰濱秀傳紀念醫院             |
| 雲林縣   | 古坑鄉田心村                 |
| 雲林縣   | 斗六車站                     |
| 雲林縣   | 斗六玉鳳宮                   |
| 雲林縣   | 斗六中華電影城               |
| 雲林縣   | 斗六圓環                     |
| 雲林縣   | 斗六許公館                   |
| 雲林縣   | 斗六滿益市場                 |
| 雲林縣   | 斗六莊敬市場                 |
| 雲林縣   | 斗六行啟紀念館               |
| 雲林縣   | 斗六松屋日本料理             |
| 雲林縣   | 斗六騷咖啡                   |
| 雲林縣   | 雲林溪美食廣場               |
| 雲林縣   | 雲林勞工育樂中心             |
| 雲林縣   | 雲林縣政府                   |
| 雲林縣   | 東勢鄉胡蘿蔔園               |
| 雲林縣   | 環球科技大學                 |
| 雲林縣   | 溝埧派出所                   |
| 雲林縣   | 西螺大橋                     |
| 雲林縣   | 西螺東市場                   |
| 雲林縣   | 西螺福興宮                   |
| 雲林縣   | 西螺延平老街文化館           |
| 雲林縣   | 瑞春醬油觀光工廠             |
| 雲林縣   | 雲林縣立大美國小             |
| 雲林縣   | 虎尾鐵橋                     |
| 雲林縣   | 虎尾糖廠                     |
| 雲林縣   | 雲林布袋戲館                 |
| 雲林縣   | 虎尾科技大學                 |
| 雲林縣   | iicake 雲林蛋糕毛巾咖啡館    |
| 嘉義縣   | 嘉義縣議會                   |
| 嘉義縣   | 嘉義縣政府                   |
| 嘉義縣   | 嘉義縣東石鄉網寮村網寮漁港   |
| 嘉義市   | 嘉義市政府                   |
| 嘉義市   | 美式酒吧                     |
| 臺南市   | 後壁菁寮社區                 |
| 臺中市   | 朝陽科技大學                 |
| 馬來西亞 | 沙巴加雅度假村               |
| 馬來西亞 | 沙巴基金大樓                 |
| 馬來西亞 | 苏丹沙拉胡汀阿都阿兹沙回教堂 |
| 英國     | 劍橋大學                     |
| 英國     | 侏羅紀海岸                   |

## 獲獎與提名

### 電視金鐘獎
| 年份 | 獲提名 | 獎項             | 結果 |
| ---- | ------ | ---------------- | ---- |
| 2016 | 鄒承恩 | 戲劇節目男配角獎 | 提名 |
| 2016 | 柯淑勤 | 戲劇節目女配角獎 | 提名 |

## 製作團隊
- 導演：周美玲、瞿友寧
- 編劇：吳洛纓
- 出品人：張孝威
- 發行人：楊鳴、楊盛昱
- 總監製：劉思銘
- 監製：戴天易
- 製作人：柯慈輝、王顯斌
- 製作公司：豐采節目製作股份有限公司、聯意製作股份有限公司

## 外部連結
- 官方网站－台視
- 官方網站－TVBS（页面存档备份，存于）
- 哇！陳怡君 LINE TV頻道
- YouTube上的TVBS戲劇中心頻道

| 臺灣 台視主頻 周五優質戲劇              | 臺灣 台視主頻 周五優質戲劇                 | 臺灣 台視主頻 周五優質戲劇 |
| --------------------------------------- | ------------------------------------------ | -------------------------- |
|                                         | 哇！陳怡君 （2015年5月1日－2015年9月18日） |                            |
| 新世界 （2015年1月16日－2015年4月24日） | 麻醉風暴 （2015年9月25日－2015年10月9日）  |                            |

| 臺灣 TVBS歡樂台 每週六 22:00－23:30           | 臺灣 TVBS歡樂台 每週六 22:00－23:30        | 臺灣 TVBS歡樂台 每週六 22:00－23:30 |
| --------------------------------------------- | ------------------------------------------ | ----------------------------------- |
|                                               | 哇！陳怡君 （2015年5月2日－2015年9月19日） |                                     |
| 俏摩女搶頭婚 （2014年12月6日－2015年3月21日） | 麻醉風暴 （2015年9月26日－2015年10月10日） |                                     |

| 臺灣 龍華偶像台 每週日 19:00－20:30             | 臺灣 龍華偶像台 每週日 19:00－20:30                             | 臺灣 龍華偶像台 每週日 19:00－20:30 |
| ----------------------------------------------- | --------------------------------------------------------------- | ----------------------------------- |
|                                                 | 哇！陳怡君 （2015年9月6日－2016年1月24日）                      |                                     |
| 星座愛情雙魚女 （2015年6月28日－2015年8月30日） | 星座愛情牡羊女（19:00－21:55） （2016年1月31日－2016年2月28日） |                                     |

| 马来西亚 Astro双星、Astro双星HD 每週日至週四 16:00－17:00 · 9/25起,每週一至週五 16:00 - 17:00 | 马来西亚 Astro双星、Astro双星HD 每週日至週四 16:00－17:00 · 9/25起,每週一至週五 16:00 - 17:00 | 马来西亚 Astro双星、Astro双星HD 每週日至週四 16:00－17:00 · 9/25起,每週一至週五 16:00 - 17:00 |
| --------------------------------------------------------------------------------------------- | --------------------------------------------------------------------------------------------- | --------------------------------------------------------------------------------------------- |
|                                                                                               | 哇！陳怡君 （2015年9月10日－2015年10月27日）                                                  |                                                                                               |
| 16个夏天 （2015年8月5日－2015年9月9日）                                                       | 他看她的第2眼 （2015年10月28日－2015年12月10日）                                              |                                                                                               |

| 马来西亚 Astro AEC、Astro AEC HD 每週一至週五 16:00 - 17:00 | 马来西亚 Astro AEC、Astro AEC HD 每週一至週五 16:00 - 17:00 | 马来西亚 Astro AEC、Astro AEC HD 每週一至週五 16:00 - 17:00 |
| ----------------------------------------------------------- | ----------------------------------------------------------- | ----------------------------------------------------------- |
|                                                             | 哇！陳怡君 （2016年3月9日－2016年4月25日）                  |                                                             |
| 16个夏天 （2015年1月25日－2016年3月9日）                    | 他看她的第2眼 （2016年4月26日－2016年5月）                  |                                                             |